# Eurovision Song Contest 1967
Il dodicesimo Gran Premio Eurovisione della Canzone si tenne a Vienna (Austria) l'8 aprile 1967.

## Storia
Nel 1967 la Danimarca decise di non partecipare al concorso (sarebbe tornata solo nel 1978), riducendo così il numero dei paesi partecipanti a diciassette. Per la prima volta ci fu una telecamera nella green room, la sala in cui i cantanti aspettano i risultati delle votazioni. Il concorso ebbe una cornice molto glamour: la scena comprendeva tre specchi girevoli e una scala come ingresso in mezzo al palco. Il sistema di voto ritornò ad essere quello usato nel 1957, facendo partecipare dieci giurati per ogni paese i quali potevano assegnare un voto alla loro canzone preferita. Metà dei giurati dovevano avere meno di trent'anni. Lo scrutinatore dell'EBU, Clifford Brown, rilasciò alcune dichiarazioni non proprio gentili nei riguardi della presentatrice, Erica Vaal. Era così confusa che annunciò il vincitore mentre ancora un paese doveva votare.
Dopo che per cinque volte era arrivato secondo, per la prima volta a vincere fu il Regno Unito con il brano Puppet on a string eseguito da Sandie Shaw. Ma la canzone, forse, più famosa di questa edizione è L'amour est bleu eseguita da Vicky Leandros per il Lussemburgo. La cantante ritornerà, per vincere, nel 1972. Claudio Villa tornò all'Eurofestival e si classificò undicesimo con la canzone Non andare più lontano.

## Stati partecipanti

Stati partecipanti
Paesi che hanno partecipato in passato ma non nel 1967

Stati partecipanti
     Paesi che hanno partecipato in passato ma non nel 1967
| Stato                   | Artista            | Brano                               | Lingua     | Processo di selezione                                                                    |
| ----------------------- | ------------------ | ----------------------------------- | ---------- | ---------------------------------------------------------------------------------------- |
| Austria (organizzatore) | Peter Horton       | Warum es hunderttausend Sterne gibt | Tedesco    | Interno                                                                                  |
| Belgio                  | Louis Neefs        | Ik heb zorgen                       | Olandese   | Eurosong 1967, 25 febbraio 1967                                                          |
| Finlandia               | Fredi              | Varjoon – suojaan                   | Finlandese | Euroviisukarsinta 1967, 11 febbraio 1967                                                 |
| Francia                 | Noëlle Cordier     | Il doit faire beau là-bas           | Francese   | Interno                                                                                  |
| Germania                | Inge Brück         | Anouschka                           | Tedesco    | Interno                                                                                  |
| Irlanda                 | Sean Dunphy        | If I Could Choose                   | Inglese    | National Song Contest 1967, 12 febbraio 1967                                             |
| Italia                  | Claudio Villa      | Non andare più lontano              | Italiano   | Festival di Sanremo 1967 per l'artista, 28 gennaio 1967; Scelta interna per il brano     |
| Jugoslavia              | Lado Leskovar      | Vse rože sveta                      | Sloveno    | Jugovizija 1967, 19 febbraio 1967                                                        |
| Lussemburgo             | Vicky Léandros     | L'amour est bleu                    | Francese   | Interno                                                                                  |
| Norvegia                | Kirsti Sparboe     | Dukkemann                           | Norvegese  | Melodi Grand Prix 1967, 25 febbraio 1967                                                 |
| Paesi Bassi             | Thérèse Steinmetz  | Ring-dinge-ding                     | Olandese   | Selezione Interna per l'artista; Nationaal Songfestival 1967 per il brano, 1º marzo 1967 |
| Portogallo              | Eduardo Nascimento | O vento mudou                       | Portoghese | Festival da Canção 1967, 25 febbraio 1967                                                |
| Principato di Monaco    | Minouche Barelli   | Boum-Badaboum                       | Francese   | Interno                                                                                  |
| Regno Unito             | Sandie Shaw        | Puppet on a String                  | Inglese    | Selezione interna per l'artista; A Song For Europe 1967 per il brano, 25 febbraio 1967   |
| Spagna                  | Raphael            | Hablemos del amor                   | Spagnolo   | Interno                                                                                  |
| Svezia                  | Östen Warnerbring  | Som en dröm                         | Svedese    | Melodifestivalen 1967, 24 febbraio 1967                                                  |
| Svizzera                | Géraldine          | Quel cœur vas-tu briser ?           | Francese   | Concours Eurovision 1967, 21 gennaio 1967                                                |

## Struttura di voto
Ogni nazione distribuisce dieci punti tra le loro canzoni preferite.

## Orchestra
Diretta dai maestri: Manuel Alejandro (Spagna), Aimé Barelli (Monaco), Francis Bay (Belgio), Øivind Bergh (Norvegia), Hans Blum (Germania), Giancarlo Chiaramello (Italia), Johannes Fehring (Austria), Noel Kelehan (Irlanda), Hans Möckel (Svizzera), Mats Olsson (Svezia), Franck Pourcel (Francia), Mario Rijavec (Jugoslavia), Ossi Runne (Finlandia), Armando Tavares Belo (Portogallo), Dolf van der Linden (Paesi Bassi) e Kenny Woodman (Regno Unito).

## Classifica
| N° | Stato                | Cantante           | Canzone                             | Punti | Posizione |
| -- | -------------------- | ------------------ | ----------------------------------- | ----- | --------- |
| 01 | Paesi Bassi          | Thèrese Steinmetz  | Ringe-dinge                         | 2     | 14        |
| 02 | Lussemburgo          | Vicky Léandros     | L'amour Est Bleu                    | 17    | 4         |
| 03 | Austria              | Peter Horten       | Warum Es Hunderttausend Sterne Gibt | 2     | 14        |
| 04 | Francia              | Noëlle Cordier     | Il Doit Faire Beau Là-bas           | 20    | 3         |
| 05 | Portogallo           | Eduardo Nascimento | O Vento Mudou                       | 3     | 12        |
| 06 | Svizzera             | Géraldine          | Quel Cœur Vas-tu Briser?            | 0     | 17        |
| 07 | Svezia               | Östen Warnerbring  | Som En Dröm                         | 7     | 8         |
| 08 | Finlandia            | Fredi              | Varjoon-suojaan                     | 3     | 12        |
| 09 | Germania Ovest       | Inge Brück         | Anouschka                           | 7     | 8         |
| 10 | Belgio               | Louis Neefs        | Ik Heb Zorgen                       | 8     | 7         |
| 11 | Regno Unito          | Sandie Shaw        | Puppet On A String                  | 47    | 1         |
| 12 | Spagna               | Raphael            | Hablemos Del Amor                   | 9     | 6         |
| 13 | Norvegia             | Kirsti Sparboe     | Dukkemann                           | 2     | 14        |
| 14 | Principato di Monaco | Minouche Barelli   | Boum-badaboum                       | 10    | 5         |
| 15 | Jugoslavia           | Lado Leskovar      | Vse Rože Sveta                      | 7     | 8         |
| 16 | Italia               | Claudio Villa      | Non Andare Più Lontano              | 4     | 11        |
| 17 | Irlanda              | Sean Dunphy        | If I Could Choose                   | 22    | 2         |